# 哈尔滨商业大学
45°44′15.0″N 126°36′18.3″E / 45.737500°N 126.605083°E
哈尔滨商业大学，简称哈商大，创建于1952年，是一所位于中国黑龙江省哈尔滨市的全日制公办本科高校，隶属于黑龙江省教育厅，并由黑龙江省人民政府领导和管理。

## 校史沿革

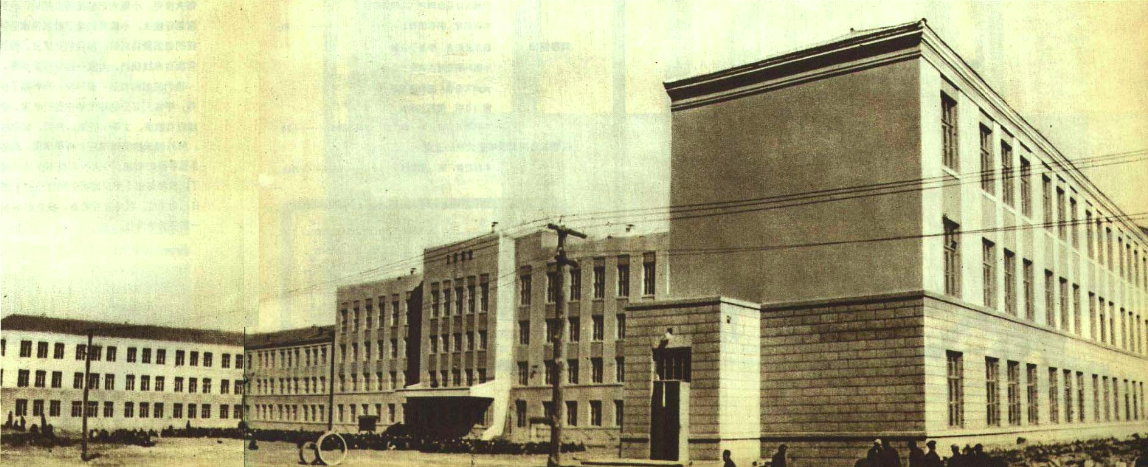
1953年时为哈尔滨商业中学校

1952年，哈尔滨商业中学成立；1955年，中華人民共和國商業部决定哈尔滨商业学校更名黑龙江省哈尔滨商业学校；1956年3月28日，商业部再决定将其更名为黑龙江省哈尔滨百货及文化用品商品专门技术学校。以后又更名为哈尔滨工业商品学校，自1958年起，升格为本科层次的黑龙江商学院:594。1966年至1976年文化大革命期間，商学院的教師遭到批鬥、正常教學秩序遭到嚴重破壞，該校校內实行军事编制，曾成立過多個紅衛兵組織，發生過多起武鬥事件:596。学校更一度于1970年停办，1972年，恢复商业学校建制。文化大革命结束后，中华人民共和国国务院于1977年恢复了黑龙江商学院的建制。1986年，国务院学位委员会批准黑龙江商学院为具有硕士学位授予权的大学；1998年，学校开始由商业部与黑龙江省人民政府共同建设。
2000年，黑龙江商学院与创立于1956年的黑龙江财政专科学校合并组建为哈尔滨商业大学。
2016年8月，学校占地总面积为116.55万平方米，校舍总面积64.51万平方米。有教职员工1853人，其中专任教师1482人，教授239人、副教授588人；具有硕士、博士学位的分别为793人、440人；研究生导师516人，其中博士生导师63人。大学设有22个学院及商业经济、商业工程2个研究院；拥有经、管、工、法、文、理、医学、艺术等八大学科门类的本科专业61个。

## 知名校友
- 司马南